# Olga Búrova
Olga Búrova (Rusia, 17 de septiembre de 1963), también llamada Olga Chernyávskaya, fue una atleta rusa, especializada en la prueba de lanzamiento de disco en la que llegó a ser campeona mundial en 1993.

## Carrera deportiva
En el Mundial de Stuttgart 1993 ganó la medalla de oro en el lanzamiento de disco, con una marca de 67.40 metros, quedando en el podio por delante de la australiana Daniela Costian (plata con 65.36 metros) y la china Min Chunfeng (bronce con 65.26 metros).